# Museo de Geociencias (Medellín)
El Museo de Geociencias (anteriormente llamado Museo de Mineralogía) es un museo universitario ubicado en la ciudad de Medellín - Colombia. Pertenece a la Facultad de Minas de la Universidad Nacional de Colombia y sirve de apoyo académico en lo concerniente a las ciencias de la Tierra, facilitando y propiciando a los investigadores y la comunidad en general el libre acceso al mundo de los minerales, los fósiles, las rocas, la Tierra, sus procesos y recursos.

## Historia
La historia del Museo de Mineralogía se remonta a 1888, año en el cual la Universidad de Antioquia le confiere su colección de geología y en la que se adquieren por $2.000 unas muestras de minerales a Don Pedro Herrán. En 1908 se obtienen nuevas colecciones de rocas y minerales de particulares. Para ese año la Escuela de Minas (hoy Facultad de Minas) se hallaba anexa a la Universidad de Antioquia, pero en 1911, se separa de esta, pasando a ser de nuevo una entidad independiente.
Hasta 1921, el Museo estuvo a cargo de Don Tulio Ospina, y se llamaba Museo de rocas, minerales y fósiles de la Escuela de Minas. En 1923 pasa a denominarse Museo de Mineralogía y Geología, en este período sus colecciones aumentan con adquisiciones realizadas especialmente en Francia y con contribuciones del geólogo alemán Emil Grosse y del Doctor Roberto Wokittel. En 1924 el Doctor Vicente Villa le dona por medio de su testamento sus ejemplares de Mineralogía y Petrografía. En 1930 la Gobernación de Antioquia le confiere el muestrario de minerales del antes llamado Museo de Zea (Hoy Museo de Antioquia).
La Escuela Nacional de Minas se incorpora a la Universidad Nacional de Colombia convirtiéndose en la facultad fundadora de la Seccional Medellín en 1936, en 1944 se inaugura el edificio de la Facultad Nacional de Minas de Medellín, con motivo del Primer Congreso Nacional de Ingenieros. y en el segundo piso del edificio se instala el Museo de Mineralogía, sala Tulio Ospina.
La ordenación formal de las colecciones siguiendo la técnica de James Dana (que atendía la estructura y la composición interna de los minerales), la comenzó el Doctor Alejandro Delgado Trillos, fundador de la carrera de Geología y Petróleos de la Escuela Nacional de Minas y fue continuada desde 1941 y hasta 1982 por el ingeniero Gabriel Trujillo Uribe, profesor de Mineralogía por más de 40 años en la Facultad. El profesor Trujillo proyectó, diseñó y renovó la sala de exposiciones, también sostuvo contactos internacionales e intercambió muestras con institutos de otros países.
A partir del retiro del profesor Trujillo, la labor de dirección del Museo ha sido continuada por los profesores del área de Mineralogía de la Facultad de Minas tales como Jorge Julián Restrepo, Guillermo Urrea, Martha Henao Vásquez y Jorge Iván Tobón. Su directora actualmente es la profesora Marion Weber.
En 2004 se integraron al Museo de Mineralogía las colecciones de Paleontología y Petrología, que para ese entonces estaban dispersas en la Facultad, dando lugar a la creación del Museo de Geociencias. La sala de exhibición se renovó museográficamente en 2015, actualizando los contenidos para incluir muestras petrográficas (rocas) y paleontológicas (fósiles), además de incluir objetos de los archivos personales de importantes egresados de Escuela de Minas, como Gerardo Botero Arango y Hernán Garcés. En la renovación se mantuvo el mobiliario original y se incluyó un cuarto oscuro con minerales fluorescentes y una vitrina con esmeraldas, zafiros y rubíes en bruto.

## Colecciones
El Museo de Geociencias de la UNAL Sede Medellín, cuenta con tres colecciones principales:
- Mineralógica. En su momento fue la más grande de Latinoamérica.[6]
- Petrológica.
- Paleontológica.

En cada colección hay ejemplares representativos de Colombia y de todo el mundo. Cada muestra posee una etiqueta en la que se exhiben los datos más relevantes del mineral: el nombre, composición química, lugar de procedencia y el donante o entidad donde fue comprada o donada. El crecimiento de las colecciones ha sido posible gracias a los aportes de docentes, estudiantes y personas interesadas en las geociencias, con muestras obtenidas a partir de las actividades académicas, como salidas de campo e investigaciones, compras de colecciones de diferentes lugares del mundo, donaciones e intercambios con otras instituciones.
Si bien la colección del Museo suma más de 25.000 muestras, incluyendo 3.000 minerales, 10.000 rocas y más de 10.000 fósiles, en la sala de exhibición que se encuentra dispuesta al público en general se representa solo un 5% de las colecciones del museo; bajo custodia permanece el restante 95% disponibles para un público especializado. En 2022, la colección del Museo fue declarada como bien de interés geológico y paleontológico de la Nación por el Servicio Geológico Colombiano.

#### Instrumentos patrimoniales
En los últimos años se ha conformado una colección patrimonial de equipos y herramientas que se utilizaron en la enseñanza de la geología y que poco a poco se han ido recuperando en los laboratorios de la Facultad de Minas:  microscopios petrográficos, estereoscopios, balanzas, brújulas, teodolitos y hasta un sextante solar.

#### Archivo
El Archivo Central del Museo de Geociencias de la Facultad de Minas (ACMGFM) conserva la historia de las colecciones, a través de cartas y documentos que describen su adquisición y construcción en el tiempo.